# Beeramballi, Heggadadevankote
Beeramballi là một làng thuộc tehsil Heggadadevankote, huyện Mysore, bang Karnataka, Ấn Độ.